# Los Pequeñines
Los Pequeñines es el nombre de unos personajes de cómic de línea clara creados por el humorista gráfico Ferran Martín, caracterizados por un humor cáustico, mordaz e ingenioso.
Sus primeras tiras fueron publicadas en la revista El Viejo Topo por vez primera en 1994. Posteriormente también se publicaron en forma de tiras o historieta en las revistas JO sóc de Barcelona, Mala Impresión, Mass MEDIA XXI, Onada de Cultures, Amaníaco, El Virus Mutante, e incluso en la web de la productora El Terrat.
En 2002, Andreu Buenafuente prologa el cómic-book titulado "Mundo Pequeñín", de Amaníaco Ediciones.
Desde el año 2007 hasta el 2013 protagonizan en internet un informativo humorístico animado, titulado "El Coñadiario".
- Datos: Q5980173